# Урушавање надстрешнице Железничке станице Нови Сад
Урушавање надстрешнице Железничке станице Нови Сад је несрећа која се десила 1. новембра 2024. године у 11.52 часова, на Железничкој станици Нови Сад, када се урушила надстрешница изнад главног улаза. На лицу места је страдало 14 особа, а 16 дана касније још једна особа у болници. Међу погинулима је било и троје деце. Четири месеца касније, још једна особа је преминула од задобијених повреда, тако да је број жртава повећан на 16. Једна млада особа је тешко повређена и у животној опасности. Петнаест жртава су држављани Србије, а једна Северне Македоније.

## Позадина
Градско веће Новог Сада је 1960. расписало јавни позив за пројектовање путничке железничке и аутобуске станице. Пошто ниједан од достављених предлога није испуњавао услове, задатак је додељен архитектонском бироу „Архитекта” из Новог Сада. За главног пројектанта именован је Имре Фаркаш. Посао извођача радова био поверен новосадском грађевинском предузећу „Неимар“, а станица је пуштена у рад 31. маја 1964. године.
Влада Србије је 2021. представила планове за реновирање и проширење станице као део настојања за ревитализацију и модернизацију железнице широм земље да уведе брзи железнички саобраћај у земљи. Планом је предвиђена реконструкција колосека 1, 2, 3, 10 и 11, изградња нове платформе и комплетна обнова главне зграде са додатним лифтовима за инвалидна лица. Реконструкција железничке станице почела је у септембру 2021. године. Предуслов за реновирање станице била је демонтажа Моста Бошка Перошевића и реконструкција Жежељевог моста, по пројекту Александра Бојовића, а који је изградио међународни конзорцијум JV Azvi - Taddei – Horta Coslada international у периоду од 2012. до 2018. године. Реконструкцију железничке станице урадиле су China Railway International и China Communications Construction Company (CCCC) у оквиру пројекта пруге Будимпешта—Београд, прве фазе планиране међународне железничке пруге Будимпешта—Београд—Скопље—Атина. Реконструисана зграда железничке станице отворена је 19. марта 2022. уз 75 km пруге за брзину до 200 km/h између Београда и Новог Сада. Изградња 107,4 km дуге деонице између Новог Сада и Суботице (државна граница) започета је 7. априла 2022. и требало би да буде завршена до краја 2024. године. Друга реконструкција зграде железничке станице завршена је 5. јула 2024. У Железничку станицу свеукупно је уложено 65 милиона евра док је 16 милиона евра уложено у саму зграду. Уговор који је потписан за радове реконструкције је тајна, с обзиром да је Министарство грађевинарства, саобраћаја и инфраструктуре Србије одбило да га објави, уз објашњење да „кинески партнери то не желе”.
По несрећи, у таблоидима се појавила информација да реконструкција надстрешнице није била дозвољена од стране Завода за заштиту споменика културе Новог Сада, што је та установа демантовала, те да су навели да је „прецизирано да је потребно санирати надстрешницу изнад главног улаза”.

## Несрећа
Дана 1. новембра 2024, у 11.52 ч, 48 метара дугачка бетонска надстрешница изнад главног улаза на Железничкој станици Нови Сад се урушила. Испод надстрешнице су се налазиле клупе, на којима се налазило више људи. На лицу места је страдало је 14 особа, укључујући и троје деце, а 3 особе су теже повређене, од којих је једна подлегла повредама након 16 дана. Девет жртава је идентификовано до краја дана. До следећег јутра, 13 жртава је идентификовано, а до краја 2. новембра, сви су идентификовани. Међу жртвама је било 15 грађана Србије и један Северне Македоније.
Пре пада надстрешнице у згради су се постављале шипке и наизглед припремали нови радови. Очевици су рекли да је надстрешница нагло пала и да је звук био налик експлозији.
Убрзо након несреће на терен су изашла кола хитне помоћи, ватрогасци и полиција. У акцији спасавања учествовало је око 80 ватрогасаца-спасиоца из више градова, уз помоћ тешке механизације отклањали рушевине. Хитна помоћ је тај дан интервенисала 10 пута од 12 сати. Први збринут мушкарац стар 18 година, са повредама ампутиране ноге. Између 16 и 17 часова истог дана, испод рушевина извучене две женске особе од 23 и 21 годину, без свести са политрауматским повредама. 17. новембра Ања Радоњић, 23-огодишња девојка која извучена из рушевина, преминула од последица задобијених повреда у Клиничком центру.

### Узрок
Грађевински инжењер Данијел Дашић тврди да се надстрешница урушила зато што је током реконструкције на њу додата масовна челична конструкција са тешким стаклима. Веб-сајт gradnja.rs је у јулу 2024. године, по реконструкцији, објавио текст у коме се тврди да је по реконструкцији урађена „нова челична надстрешница”, да би тај текст био измењен на дан несреће, па поново враћен. Представници власти тврдили су да надстрешница није реконструисана, да би се потом појавили снимци на друштвеним мрежама који приказују раднике који раде репарацију керамике на истој. Инжињер геологије Зоран Ђајић, који је био део тима који је реконструисао железничку станицу, такође тврди да је на надстрешници рађено, те да је у марту 2023. тражио да се мермерне плоче са прочеља зграде скину, како би се проверило стање подлоге и утега, те да је то било предвиђено пројектом. Такође тврди да је разлог пада или додатни терет наслоњен на надстрешницу током реконструкције, или корозија утега.
Према сведочењу вештака са Факултета техничких наука у Новом Саду, надстрешница на Железничкој станици у Новом Саду би се срушила и без извођења било каквих радова. Вештаци су навели да је примарни узрок пада била корозија на затегама, која је довела до слабљења конструкције. Иако су затеге биле пројектоване са коефицијентом сигурности од 2,25, што би омогућило издржавање додатног оптерећења од 40 до 50 килограма по квадратном метру, корозија је значајно утицала на њихову носивост. Вештаци су истакли да би, чак и без икаквих радова, надстрешница вероватно врло брзо пала услед напредовања корозије и додатног оптерећења од ветра и снега . Узрок корозије није могао бити прецизно утврђен, али се претпоставља да је настала на око 25 до 35 центиметара од котви заливених у крову. Вештаци нису могли да одреде временски оквир у коме се корозија развијала. Такође, у једном од извештаја о стању крова станице наведено је да је долазило до скупљања воде на крову због запушених сливника и одводних вертикала, што је могло допринети појави корозије и слабљењу конструкције.
Према изјави професора Грађевинског факултета у Новом Саду, Ненада Иванишевића, пад надстрешнице на железничкој станици у Новом Саду највероватније је изазван значајном корозијом жица за преднапрезање у вешаљкама, што се слаже са тврдњама експерата са Факултета техничких наука, који су изјавили да би надстрешница пала и без реконструкције. Овај проблем је, према његовим речима, настао због неадекватне заштите жица током изградње надстрешнице почетком 1960-их година. Корозија је обухватила око 40% вешаљки, што је довело до смањења њихове носивости за исти проценат. Професор Иванишевић је истакао да су главни проблеми са корозијом били у кратком делу где су жице пролазиле кроз кровну конструкцију, а у том делу нису биле видљиве и доступне за било какву контролу. Иванишевић је нагласио да инжењери нису могли да уоче проблеме са конструкцијом, јер није било видљивих пукотина или других знакова оштећења. Он је додао да би и сам, да је био на њиховом месту, поступио исто и потписао да је све у реду.

## Последице
- Милица Адамовић (2008), Каћ
- Сања Арбутина Ћирић (1989), Каћ
- Милева Карановић (1948), Каћ
- Немања Комар (2007), Степановићево
- Милош Милосављевић (2003), Книћанин
- Ања Радоњић (2000), Параћин
- Вукашин Раковић (1955), Буковац
- Горанка Раца (1966), Нови Сад
- Анђела Руман (2004), Стара Пазова
- Васко Саздовски (1979), Свети Никола, МКД
- Валентина Фирић (2014), Ковиљ
- Ђорђе Фирић (1971), Ковиљ
- Сара Фирић (2018), Ковиљ
- Стефан Хрка (1997), Београд
- Вукашин Црнчевић (2006), Змајево
- Ђуро Швоња (1947), Степановићево

Председник Србије Александар Вучић је изјавио да тражи и политичку и кривичну одговорност и да лица која су одговорна за несрећу „буду строго кажњена”. Јавни тужилац Вишег јавног тужилаштва у Новом Саду је, у сарадњи са Полицијском управом у Новом Саду, извршио увиђај на лицу места и наредио потребна вештачења и покренуо истрагу.
Паралелно са вештачењима која се „спроводе у најкраћем року”, Више јавно тужилаштво у Новом Саду је у пуном капацитету ангажовано на прикупљању свих обавештења и информација, те је наложено да се у ту сврху у току дана саслуша најмање двадесет лица, између осталих одговорних из Министарства за грађевинарство, саобраћај и инфраструктуру, као и надлежног министра, одговорних лица из предузећа Железнице Србије, одговорних лица Завода за заштиту споменика културе Града Новог Сада, као и других лица, а у циљу утврђивања свих битних елемената кривичних дела и кривичне одговорности лица.
Дана 4. новембра 2024, министар за грађевинарство, саобраћај и инфраструктуру Горан Весић је поднео оставку на ту позицију, истичући да је то одлука „из моралних разлога”, као и да није одговоран за несрећу.

## Реакције

### Домаће
Влада Србије је поводом ове несреће прогласила 2. новембар 2024. године даном жалости, док је у Новом Саду и на територији АП Војводине проглашена тродневна жалост. Породицама настрадалих, саучешће је упутио премијер Милош Вучевић, председница Владе Војводине Маја Гојковић, као и други државни званичници. Саучешће је упутио и патријарх Порфирије. Градоначелник Новог Сада Милан Ђурић изјавио је да ће град Нови Сад платити сахране настрадалима. У српским срединама на Косову и Метохији спуштене су заставе на пола копља због Дана жалости. Председник Скупштине АП Војводине Балинт Јухас је у име Скупштине АП Војводине, изразио најдубље саучешће породицама и пријатељима погинулих. Председник Општине Параћин је прогласио тродневну жалост 19, 20. и 21. новембра након смрти суграђанке Ање Радоњић.

#### Протести
Дана 3. новембра 2024. је одржан протест испред Министарства грађевинарства, саобраћаја и инфраструктуре, на ком се позвало на хапшење оних које учесници протеста сматрају одговорнима. Дана 9. новембра парламентарна опозиција организовала је протест испред зграде Владе Србије у Београду, под називом „Корупција убија”. Захтеви протеста били су одговорност за несрећу у Новом Саду, оставке председника Владе и градоначелника Новог Сада, објављивање тајних уговора у вези са реконструкцијом станице, провера свих радова на јавним објектима у последњих десет година и пуштање свих ухапшених. Додатни захтев је био опозив Владе Србије. Од пада надстрешнице, протести су постали учестали, укључујући протесте крвавих руку и акције „Застани Србијо” сваког петка. Било је више инцидената између учесника протеста и људи оптужених да су активисти и функционери Српске напредне странке, који су се претварали да су обични грађани којима протести отежавају кретање кроз град. У више случајева, учесници протеста су физички нападнути, или су неки возачи покушали да их прегазе. Универзитет у Београду подржао је студентске протесте. Дана 22. децембра 2024. је одржан највећи протест у историји Србије, када је 100.000 људи протестовало на тргу Славија и у околним улицама, према процени Архива јавних скупова, надмашујући протесте 5. октобра 2000. године, док је Министарство унутрашњих послова Републике Србије проценило број учесника на између 28.000 и 29.000.
Закључно са 13. децембром 2024, 55 факултета у Србији је званично у блокади рада, укључујући све факултете Универзитета у Новом Саду и Универзитета у Београду. Блокадама рада и протестима су се придружиле и неке средње школе, укључујући средње школе у Нишу, Београду и Крагујевцу.

### Међународне
- ЕУ – Европски комесар за проширење Оливер Вархеји и Шеф делегације ЕУ у Србији Емануел Жофре изјавили су саучешће.[71] Тонино Пицула, известилац Европског парламента за Србију, изјавио је током седнице парламента да жали за жртвама и да им одаје почаст.[72] Потпредседник Владе Србије Александар Вулин је то осудио и назвао га „усташким ђубретом”.[73]
- Аустрија – Аустријски канцелар Карл Нехамер изјавио је саучешће.[71]
- Босна и Херцеговина – У Републици Српској је 2. новембар проглашен даном жалости.[74] Министар комуникација, саобраћаја и транспорта Босне и Херцеговине Един Форто, као и председавајући председништва БиХ Денис Бећировић и чланица председништва Жељка Цвијановић изјавили су саучешће.[71][75] Министар саобраћаја и веза Републике Српске Недељко Чубриловић упутио је саучешће.[75]
- Мађарска – Председник Владе Мађарске Виктор Орбан је упутио саучешће због трагедије.[76]
- Грчка – Министар саобраћаја и инфраструктуре Грчке Христос Стајкурас упутио је саучешће.[75]
- Јапан – Амбасадор Јапана у Србији Акира Имамура изразио је саучешће.[71]
- Казахстан – Председник Казахстана Касим-Жомарт Токајев упутио је саучешће.[77]
- Норвешка – Амбасадорка Норвешке у Србији Кристин Мелсом изјавила је саучешће.[71]
- Румунија – Министарство спољних послова Румуније саопштило је да изражава саучешће.[78]
- Русија – Председник Русије Владимир Путин је истакао да грађани Русије „деле тугу братског српског народа”.[79] Председник Државне думе Русије Вјачеслав Володин изразио је саучешће.[80]
- Француска – Председник Француске Емануел Макрон изјавио је саучешће.[71]
- Хрватска – Премијер Хрватске Андреј Пленковић је навео да „са искреним жаљењем прати страшне вести из Новог Сада” и упутио саучешће.[81]  На Филозофском факултету у Загребу и Филозофском факултету у Ријеци организовани су 13. децембра 2024. скупови подршке блокади српских студената на којима се одржало 15 минута ћутања од 11:52 до 12:07 сати.[82]
- Црна Гора – Председник Црне Горе Јаков Милатовић и министарка саобраћаја Црне Горе Маја Вукићевић изјавили су саучешће.[75][83] Влада Црне Горе прогласила је 3. новембар за дан жалости. Одлука је донета на телефонској седници, на основу прибављене сагласности већине чланова. „Дан жалости означава се обавезним истицањем заставе на пола копља на свим зградама државних органа и зградама органа локалне самоуправе и јавних установа, у складу са Законом о државним симболима и Дану државности Црне Горе”, наводи се у одлуци Владе.[84]
- Кина – Конзорцијум кинеских фирми CRIC-CCCC, који је изводио радове реконструкције железничке станице, изјавио је да изражава саучешће породицама погинулих, али и да надстрешница није била део реконструкције, у складу са грађевинском дозволом.[85]